# Tazlina (Alaska)
Pour les articles homonymes, voir Tazlina.
Tazlina (en anglais [tæzˈliːnə]) est une localité d'Alaska aux États-Unis dans la région de recensement de Valdez-Cordova. En 2010, il y avait 297 habitants.
Elle est située à 8 km de Glennallen, sur la Richardson Highway au kilomètre 8.
Les températures extrêmes sont de −59 °C en janvier et de 36 °C en juillet.
En 1900 un village permanent s'y était établi, sur les rives nord et sud de la rivière Tazlina, à son confluent avec la rivière Copper. Pendant la construction du pipeline, le village s'était développé jusqu'à avoir une école, laquelle a fermé en 1971.
Une partie des habitants actuels vivent de pêche et de chasse. Le village possède un magasin d'alimentation générale, et un terrain de camping pour camping-cars.

## Démographie
| 1980 | 1990 | 2000 | 2010 | - | - |
| ---- | ---- | ---- | ---- | - | - |
| 31   | 247  | 149  | 297  | - | - |